# Matej Stare
Matej Stare (Kranj, 20 februari 1978) is een voormalig Sloveens wielrenner. Stare was actief als professioneel wielrenner tussen 2002 en 2010 en werd na zijn carrière als wielrenner ploegleider bij Sava.

## Belangrijkste overwinningen
2001
4e etappe Ronde van Kroatië
2004
Poreč Trophy
2005
6e etappe Ronde van Cuba
1e etappe Ronde van Loir-et-Cher
2006
2e etappe Paths of King Nikola
6e etappe Ronde van Marokko
2007
4e etappe Ronde van Servië
Eindklassement Ronde van Servië
4e etappe deel B Ronde van Slowakije
2008
Belgrado-Banja Luka II
12e etappe Ronde van Cuba
Raiffeisen Grand Prix
2009
3e etappe Paths of King Nikola

## Ploegen
- 2002 –  Perutnina Ptuj-KRKA-Telekom (tot 15-04)
- 2004 –  Perutnina Ptuj
- 2005 –  Perutnina Ptuj
- 2006 –  Perutnina Ptuj
- 2007 –  Perutnina Ptuj
- 2008 –  Perutnina Ptuj
- 2009 –  Sava
- 2010 –  Sava